# 속후습유 와카집
쇼쿠고슈이와카슈(일본어: 続後拾遺和歌集, 속후습유화가집)는 일본 촉센와카슈중 하나다. 총 20권으로 되어 있으며, 니죠 다메사다와 니죠 다메요가 편찬하였다. 십삼대집(十三代集)중 8번째에 속한다.
겐코(元亨|げんこう, 원형)3년 (1323년) 에 니죠 다메요가 고우다 천황(後醍醐天皇|ごだいごてんのう, 후제호천황)의 명을 하달받아 만들어졌다. 그러나 1년 후 쇼쿠고슈이와카슈가 편찬되기도 전에 니죠 다메요가 죽자, 니죠 다메사다에게 작업을 인계했다. 그 결과 쇼츄(正中|しょうちゅう, 정중)3년 (1326년)에 완성되었다. 총 1347수가 정리되어 있다. 서경가(叙景歌) 쪽으로의 정리는 수월한 편이나 전체적으로 다른 촉센와카슈에 비해 부족한 모습을 보이고 있다.